# Coppa di Portogallo (pallavolo maschile)
La Coppa di Portogallo è una competizione pallavolistica per squadre di club portoghesi maschili, organizzata con cadenza annuale dalla FPV.

## Edizioni
| Edizione         | Edizione          | Podio             | Podio         | Podio              |
| Anno             | Sede della finale | Campione          | Risultato     | Finalista          |
| ---------------- | ----------------- | ----------------- | ------------- | ------------------ |
| 1964-65 Dettagli | -                 | Espinho           | 3 - 0         | Avintes            |
| 1965-66 Dettagli | -                 | Benfica           | 3 - 1         | LGC                |
| 1966-67 Dettagli | -                 | AEIST             | 3 - 2         | Benfica            |
| 1967-68 Dettagli | -                 | Porto             | 3 - 1         | Espinho            |
| 1968-69 Dettagli | -                 | Leixões           | 3 - 0         | Benfica            |
| 1969-70 Dettagli | -                 | Porto             | 3 - 2         | Benfica            |
| 1970-71 Dettagli | -                 | Porto             | 3 - 2         | Leixões            |
| 1971-72 Dettagli | -                 | Porto             | 3 - 0         | Benfica            |
| 1972-73 Dettagli | -                 | Leixões           | 3 - 1         | Espinho            |
| 1973-74 Dettagli | -                 | Benfica           | 3 - 1         | Leixões            |
| 1974-75 Dettagli | -                 | Benfica           | 3 - 0         | Espinho            |
| 1975-76 Dettagli | -                 | Benfica           | 3 - 1         | Porto              |
| 1976-77 Dettagli | -                 | Leixões           | 3 - 0         | AEIST              |
| 1977-78 Dettagli | -                 | Benfica           | 3 - 0         | Porto              |
| 1978-79 Dettagli | -                 | Benfica           | 3 - 0         | Atlântico Madalena |
| 1979-80 Dettagli | -                 | Benfica           | 3 - 1         | Leixões            |
| 1980-81 Dettagli | -                 | Espinho           | 3 - 2         | Leixões            |
| 1981-82 Dettagli | -                 | Esmoriz           | 3 - 0         | CDUL               |
| 1982-83 Dettagli | -                 | Leixões           | 3 - 0         | Esmoriz            |
| 1983-84 Dettagli | -                 | Espinho           | 3 - 0         | Esmoriz            |
| 1984-85 Dettagli | -                 | Espinho           | 3 - 1         | Saõ Mamede         |
| 1985-86 Dettagli | -                 | ISEF              | 3 - 2         | Espinho            |
| 1986-87 Dettagli | -                 | Porto             | -             | Leixões            |
| 1987-88 Dettagli | -                 | Porto             | -             | Benfica            |
| 1988-89 Dettagli | -                 | Leixões           | 3 - 1         | Sporting Lisbona   |
| 1989-90 Dettagli | -                 | Benfica           | 3 - 0         | Leixões            |
| 1990-91 Dettagli | -                 | Sporting Lisbona  | 3 - 0         | Académica Espinho  |
| 1991-92 Dettagli | -                 | Benfica           | 3 - 2         | Sporting Lisbona   |
| 1992-93 Dettagli | -                 | Sporting Lisbona  | 3 - 0         | Nacional           |
| 1993-94 Dettagli | -                 | Castêlo da Maia   | 3 - 2         | Sporting Lisbona   |
| 1994-95 Dettagli | -                 | Sporting Lisbona  | 3 - 0         | Espinho            |
| 1995-96 Dettagli | -                 | Espinho           | 3 - 0         | Leixões            |
| 1996-97 Dettagli | -                 | Espinho           | 3 - 0         | Castêlo da Maia    |
| 1997-98 Dettagli | -                 | Espinho           | 3 - 0         | Castêlo da Maia    |
| 1998-99 Dettagli | -                 | Espinho           | 3 - 0         | Castêlo da Maia    |
| 1999-00 Dettagli | -                 | Espinho           | 3 - 0         | Leixões            |
| 2000-01 Dettagli | -                 | Espinho           | 3 - 0         | Nacional           |
| 2001-02 Dettagli | -                 | Castêlo da Maia   | 3 - 0         | Leixões            |
| 2002-03 Dettagli | -                 | Castêlo da Maia   | 3 - 0         | Vitória            |
| 2003-04 Dettagli | -                 | Castêlo da Maia   | 3 - 0         | Vitória            |
| 2004-05 Dettagli | Santo Tirso       | Benfica           | 3 - 2         | Esmoriz            |
| 2005-06 Dettagli | Almada            | Benfica           | 3 - 0         | Espinho            |
| 2006-07 Dettagli | Resende           | Benfica           | 3 - 0         | Castêlo da Maia    |
| 2007-08 Dettagli | Peso da Régua     | Espinho           | 3 - 0         | Vitória            |
| 2008-09 Dettagli | Póvoa de Varzim   | Vitória           | 3 - 2         | Espinho            |
| 2009-10 Dettagli | Coimbra           | Castêlo da Maia   | 3 - 1         | Benfica            |
| 2010-11 Dettagli | Paredes           | Benfica           | 3 - 0         | Espinho            |
| 2011-12 Dettagli | Coimbra           | Benfica           | 3 - 1         | Espinho            |
| 2012-13 Dettagli | Coimbra           | Fonte do Bastardo | 3 - 0         | Vitória            |
| 2013-14 Dettagli | Coimbra           | Castêlo da Maia   | 3 - 2         | Fonte do Bastardo  |
| 2014-15 Dettagli | Santo Tirso       | Benfica           | 3 - 0         | Espinho            |
| 2015-16 Dettagli | Figueira da Foz   | Benfica           | 3 - 1         | Fonte do Bastardo  |
| 2016-17 Dettagli | Gondomar          | Espinho           | 3 - 0         | Benfica            |
| 2017-18 Dettagli | Sines             | Benfica           | 3 - 1         | Castêlo da Maia    |
| 2018-19 Dettagli | Sines             | Benfica           | 3 - 1         | Fonte do Bastardo  |
| 2019-20 Dettagli | Gondomar          | Non assegnata     | Non assegnata | Non assegnata      |
| 2020-21 Dettagli | Santo Tirso       | Sporting Lisbona  | 3 - 1         | Benfica            |
| 2021-22 Dettagli | Viana do Castelo  | Benfica           | 3 - 1         | Fonte do Bastardo  |
| 2022-23 Dettagli | Viana do Castelo  | Benfica           | 3 - 0         | Fonte do Bastardo  |
| 2023-24 Dettagli | Viana do Castelo  | Sporting Lisbona  | 3 - 2         | Fonte do Bastardo  |

## Palmarès
| Squadra           | Titolo | Edizione |
| ----------------- | ------ | --- |
| Benfica           | 20     | 1965-66, 1973-74, 1974-75, 1975-76, 1977-78, 1978-79, 1979-80, 1989-90, 1991-92, 2004-05, 2005-06, 2006-07, 2010-11, 2011-12, 2014-15, 2015-16, 2017-18, 2018-19, 2021-22, 2022-23 |
| Espinho           | 12     | 1964-65, 1980-81, 1983-84, 1984-85, 1995-96, 1996-97, 1997-98, 1998-99, 1999-00, 2000-01 2007-08, 2016-17                                                                          |
| Porto             | 6      | 1967-68, 1969-70, 1970-71, 1971-72, 1986-87, 1987-88 |
| Castêlo da Maia   | 6      | 1993-94, 2001-02, 2002-03, 2003-04, 2009-10, 2013-14 |
| Leixões           | 5      | 1968-69, 1972-73, 1976-77, 1982-83, 1988-89 |
| Sporting Lisbona  | 5      | 1990-91, 1992-93, 1994-95, 2020-21, 2023-24 |
| AEIST             | 1      | 1966-67 |
| Esmoriz           | 1      | 1981-82 |
| ISEF              | 1      | 1985-86 |
| Vitória           | 1      | 2008-09 |
| Fonte do Bastardo | 1      | 2012-13 |